# Roberto Gallardo Núñez
Roberto Javier Gallardo Núñez (San José, 20 de diciembre de 1960) es un político, académico y politólogo costarricense. Ejerció como Ministro de Planificación y Política Económica de Costa Rica en el Gobierno de Laura Chinchilla, en sustitución de la exministra Laura Alfaro Maykall. Ocupó el mismo cargo con anterioridad durante el mandato de Óscar Arias Sánchez entre los años 2007 y 2010, es reemplazo del exministro Kevin Casas Zamora. Es miembro del Partido Liberación Nacional. 
El 8 de mayo de 2010, fue designado por la presidenta Chinchilla como Ministro de Comunicación y Enlace Insttucional, dejando el ministerio para asumir en el MIDEPLAN luego de la renuncia de la ministra Laura Alfaro Maykall.
Gallardo se desempeña actualmente como profesor en Ciencias Políticas en la Universidad de Costa Rica. También ha sido consultor en Panamá y Costa Rica para el Programa de las Naciones Unidas para el Desarrollo y la Organización de los Estados Americanos. 